# Claire Ross-Brown
Claire Ross-Brown (* 11. listopadu 1972 Londýn) je anglická herečka. Od roku 1999 žije v Kodani. V letech 2005 až 2006 hrála roli Claire v úspěšném sitcomu Klovn. Vystupovala v celkem 14 epizodách tohoto seriálu. Rovněž hrála v řadě filmů. Věnuje se také hudbě, v roce 2008 vydala své debutové album Complexity. Se svým manželem Mortenem Bennem má dceru Scarlett.

## Filmografie
- Far from China (2001)
- Wilbur se chce zabít (2002; pouze hlas)
- Last Exit (2003)
- Vymahači (2004)
- Speak of the Devil (2005)
- Klovn (2005–2006; seriál)
- Common Wealth (2006)
- Převrat (2007)
- Pistolníci z Kodaně (2007)
- The Horror Vault (2008)
- Love Me Forever (2008)
- Craig (2008)
- Blå mænd (2008)
- Tour de Force (2010)
- Tony Venganza (2010)
- Sølvtråd (2013)
- Det andet liv (2013)
- Cizinec v nás (2013)
- Friheden (2018; seriál)